# アルガルヴェ

アルガルヴェ地方

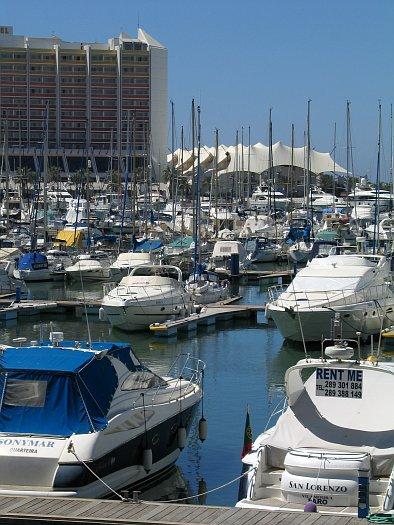
ヴィラモウラのマリーナ

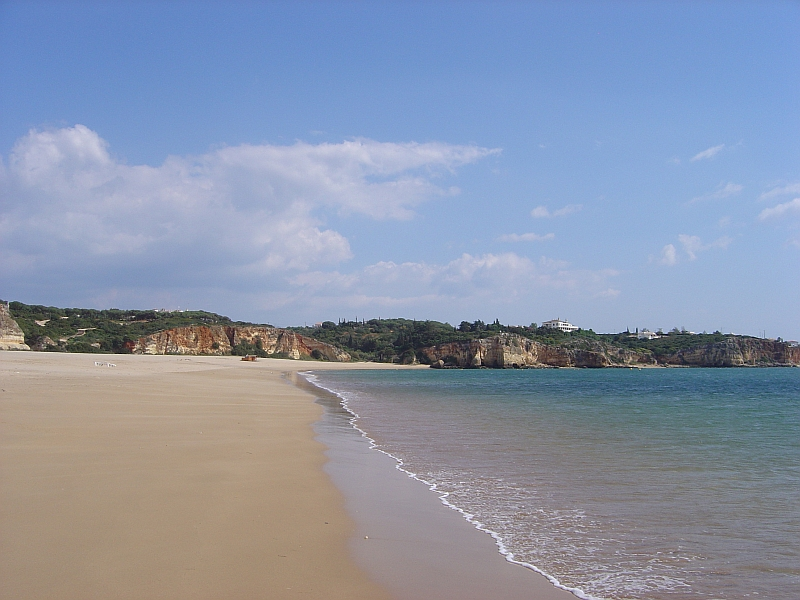
プライア・グランデ

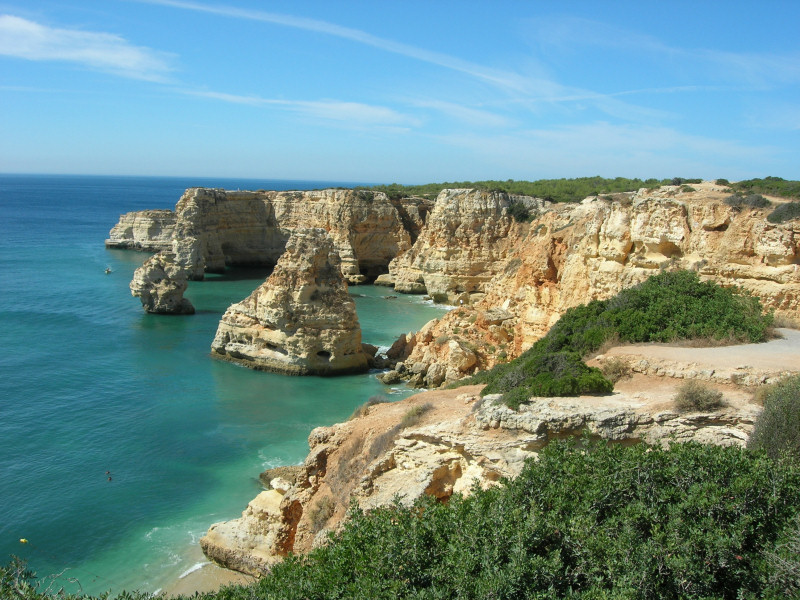
プライア・ダ・マリニャ

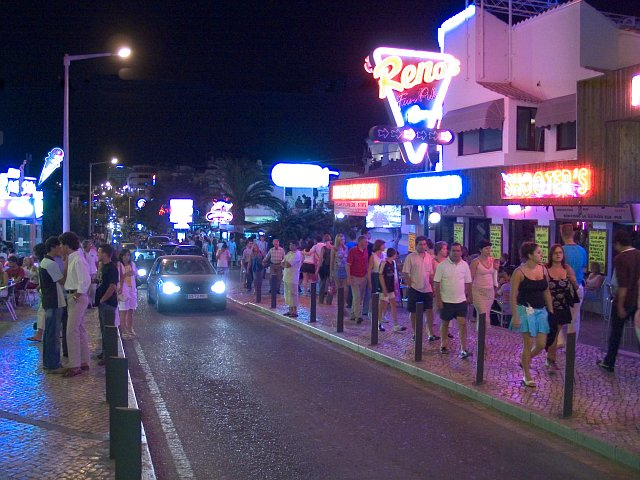
夜のアルブフェイラ

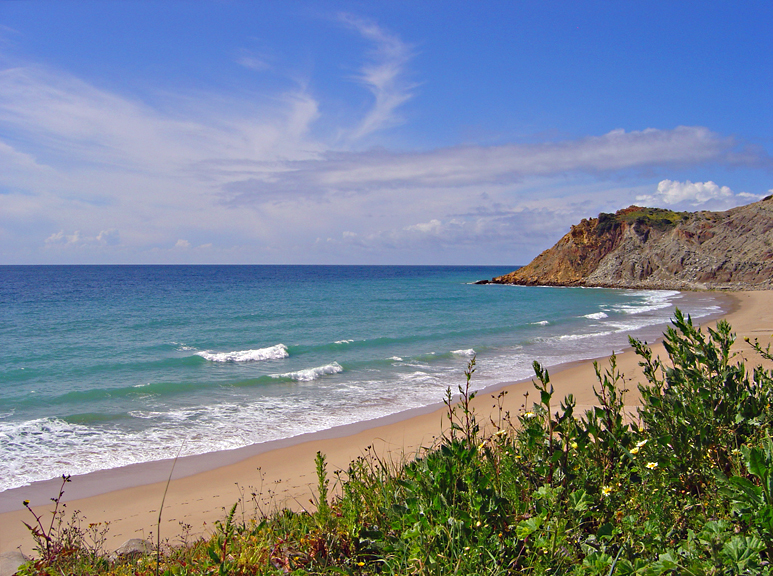
ブルガウで南西アレンテージョ自然公園とサン・ヴィセンテ岬海岸をのぞむ

アルガルヴェ（Algarve (イギリス: [ælˈɡɑːrv, ˈælɡ-], アメリカ: [ɑːlˈɡɑːrvə, ælˈ-]）は、ポルトガル本土の最南端の地方。中心都市は、国際空港を擁するファロである。アルガルベとも表記する。

## 地理
アルガルヴェは起伏に富むが、富んだ谷間が横断する。標高906メートルのモンチケの山並みが最高地点である。
面積は5412平方キロメートル（愛媛県よりも狭く愛知県よりも広い）で41万人が定住する（76人/km2）。毎年夏には観光客が加わり約100万人にふくれあがる。
170平方キロメートル以上あるリア・フォルモサ潟があり、100種類を超える鳥類が見られる。
地中海性気候で良質の砂浜があり、比較的物価が安く治安も良いアルガルヴェは、観光地として知られる。南端の海岸線は155キロメートルある。南端はサン・ヴィセンテ岬である。海岸は石灰岩質の洞窟がある。プライア・ダ・マリニャ、ラゴアは世界で最も保存状態の良い美しい砂浜100位の中に選ばれた。アルブフェイラ、ヴィラモウサ、ポルトイメオン、ラゴス、アルマサオン・デ・ペーラ、クアルテイラ、モンテ・ゴルド、タヴィラがリゾート地として知られる。

## 歴史
紀元前6世紀にコンイ族が定住した。彼らは南下してきたケルト人に強く影響を受けた。フェニキア人が紀元前1世紀頃、海岸沿いに商業港をつくった。カルタゴ人はポルトゥス・ハニバリスの都市を建設した（現在のポルトイメオン）。2世紀になるとローマ帝国がイベリア半島を南下して支配下においたため、ローマ遺跡がラゴスなどに多く残っている。
5世紀、西ゴート人が711年にムーア人の侵略が始まるまでに定住。ムーア人は716年にラゴスを占領し「ザワイア」と改名した。キリスト教徒が住むサンタ・マリアの町は「騎士たちの基地」という意味のファラオンに改名した。これが現在のファロである。
イスラム支配下のイベリア「アル・アンダルス」では、この地域を「西アンダルス」（アラビア語: غرب الأندلس Al-Garb Al-Andalus アル・ガルブ アル・アンダルス）と呼んだ。アル・ガルブは「西」を意味する。アル・アンダルスとはイベリア半島全体を指す言葉として知られるが、これはかつて半島南部を支配したヴァンダル族のことを指す（アラビア語ではVにあたる子音がないため、Vを抜いて「アンダル」となる）。
12世紀半ば、ムーア人の支配が終焉を迎えた。アル・ガルブはアルガルヴェ王国と名を変えた。13世紀にポルトガル人がレコンキスタを完了して現在のポルトガルの国土が確定した。ジョアン1世から「ポルトガル及びアルガルヴェの王」と名乗るようになった。1471年以後、北アフリカ領土を征服するにつれ、アルガルヴェの地名はアフリカ領土を擁する意味も帯び、1910年の共和国成立までこの称号が保持された。 
15世紀、エンリケ航海王子はサグレスに自身の活動拠点を置き、植民地からの富を利用して多くの大航海時代の偉業を成し遂げた。
1595年から1808年まで、アルガルヴェは半自治地域であり知事が統治していた。税金体系も分離されていた。これは、ポルトガル王が「ポルトガルとアルガルヴェの王」と名乗っていたのでわかるように、2つを別々の王国としていたために生じた（同君連合）。
1807年、ジャン・アンドシュ・ジュノーに率いられた第1回ナポレオン軍侵攻により、ポルトガル北部が占領され、アルガルヴェはマヌエル・デ・ゴドイ指揮下のスペイン軍に占領された。1808年に起きたオルハオンの蜂起で、スペイン支配に抵抗して解放された最初の地方がアルガルヴェであった。
1815年から1825年まで、「ポルトガル・ブラジル及びアルガルヴェ連合王国」として同君連合下にあったが、1825年にブラジル帝国が離脱した。

## 地方自治体
アルガルヴェは16の地方自治体によって構成されている。
| Municipality                           | 人口 (2011年) | 面積 (km2) |
| -------------------------------------- | ------------- | ---------- |
| アルブフェイラ                         | 40,828        | 140.66     |
| アルコウティン                         | 2,917         | 575.36     |
| アルジェズル                           | 5,884         | 323.50     |
| カストロ・マリン                       | 6,747         | 300.84     |
| ファロ                                 | 64,560        | 202.57     |
| ラゴア                                 | 22,975        | 88.25      |
| ラゴス                                 | 31,049        | 212.99     |
| ロウレ                                 | 70,622        | 763.67     |
| モンシケ                               | 6,045         | 395.30     |
| オリョン                               | 45,396        | 130.86     |
| ポルティモン                           | 55,614        | 182.06     |
| サン・ブラス・デ・アルポルテル         | 10,662        | 153.37     |
| シルヴェス                             | 37,126        | 680.06     |
| タヴィラ                               | 26,167        | 606.97     |
| ヴィラ・ド・ビスポ                     | 5,258         | 179.06     |
| ヴィラ・レアル・デ・サント・アントニオ | 19,156        | 61.25      |

現在のファーロ県とアルガルヴェ地方はほぼ同地域であるため、しばしば混同される。

## 気候
| ファロの気候                                    | ファロの気候 | ファロの気候 | ファロの気候 | ファロの気候 | ファロの気候 | ファロの気候 | ファロの気候 | ファロの気候 | ファロの気候 | ファロの気候 | ファロの気候 | ファロの気候  | ファロの気候   |
| 月                                              | 1月          | 2月          | 3月          | 4月          | 5月          | 6月          | 7月          | 8月          | 9月          | 10月         | 11月         | 12月          | 年             |
| ----------------------------------------------- | ------------ | ------------ | ------------ | ------------ | ------------ | ------------ | ------------ | ------------ | ------------ | ------------ | ------------ | ------------- | -------------- |
| 最高気温記録 °C （°F）                          | 21.9 (71.4)  | 24.7 (76.5)  | 28.9 (84)    | 30.1 (86.2)  | 33.6 (92.5)  | 37.1 (98.8)  | 44.3 (111.7) | 39.6 (103.3) | 37.4 (99.3)  | 33.3 (91.9)  | 28.6 (83.5)  | 24.0 (75.2)   | 44.3 (111.7)   |
| 平均最高気温 °C （°F）                          | 16.1 (61)    | 16.9 (62.4)  | 19.1 (66.4)  | 20.4 (68.7)  | 22.8 (73)    | 26.4 (79.5)  | 29.2 (84.6)  | 28.8 (83.8)  | 26.6 (79.9)  | 23.2 (73.8)  | 19.6 (67.3)  | 17.0 (62.6)   | 22.2 (72)      |
| 日平均気温 °C （°F）                            | 12.0 (53.6)  | 12.8 (55)    | 14.8 (58.6)  | 16.1 (61)    | 18.4 (65.1)  | 21.9 (71.4)  | 24.2 (75.6)  | 24.1 (75.4)  | 22.3 (72.1)  | 19.3 (66.7)  | 15.7 (60.3)  | 13.3 (55.9)   | 17.9 (64.2)    |
| 平均最低気温 °C （°F）                          | 7.9 (46.2)   | 8.7 (47.7)   | 10.5 (50.9)  | 11.8 (53.2)  | 14.0 (57.2)  | 17.3 (63.1)  | 19.1 (66.4)  | 19.4 (66.9)  | 18.0 (64.4)  | 15.3 (59.5)  | 11.7 (53.1)  | 9.6 (49.3)    | 13.6 (56.5)    |
| 最低気温記録 °C （°F）                          | −1.2 (29.8)  | −1.2 (29.8)  | 2.3 (36.1)   | 3.6 (38.5)   | 6.7 (44.1)   | 8.0 (46.4)   | 11.9 (53.4)  | 13.1 (55.6)  | 9.9 (49.8)   | 7.8 (46)     | 2.7 (36.9)   | 1.2 (34.2)    | −1.2 (29.8)    |
| 降水量 mm （inch）                              | 59.3 (2.335) | 52.0 (2.047) | 39.4 (1.551) | 38.6 (1.52)  | 21.7 (0.854) | 4.3 (0.169)  | 1.8 (0.071)  | 3.9 (0.154)  | 23.2 (0.913) | 60.1 (2.366) | 90.4 (3.559) | 114.1 (4.492) | 508.8 (20.031) |
| 平均降水日数 （≥0.1 mm）                        | 11           | 12           | 8            | 10           | 7            | 4            | 1            | 2            | 4            | 9            | 10           | 13            | 91             |
| 平均月間日照時間                                | 182.1        | 172.0        | 242.6        | 253.6        | 305.0        | 326.9        | 360.6        | 344.9        | 279.1        | 227.0        | 191.6        | 159.0         | 3,044.4        |
| 日照率                                          | 59           | 56           | 65           | 64           | 68           | 74           | 81           | 82           | 75           | 65           | 63           | 53            | 67.1           |
| 出典：Instituto Português do Mar e da Atmosfera |              |              |              |              |              |              |              |              |              |              |              |               |                |

## 経済
イチジク、アーモンド、オレンジ（『ラランジャ・ド・アルガルヴェ』で知られる）、キャロブ、コルク樫などが収穫される。漁業と養殖業は沿岸部の重要な産業で、カタクチイワシなど多くの魚介類が捕れ、製品化もされる。食品製造業、セメント、建設業も主要産業である。観光業がアルガルヴェ経済の中心であり、ポルトガル全国平均を上回る一人当たりGDPを記録している（7地方の中ではリスボン、マデイラ諸島に次ぐ3番目）。

## アルガルヴェ観光と移住
アルガルヴェの温暖な気候は北ヨーロッパの人々を惹きつけてきた。1960年代、アルガルヴェは主としてイギリスからの観光客を多く受け入れていた。それに続いたのがドイツとオランダである。観光客の多くは自身の資産を持ち込んで、仕事を引退した後に定住する者も現れた。彼らのコミュニティでは、アルガルヴェを拠点に英語の新聞が発行されている。
アルガルヴェでは、1994年から毎年、女子サッカーの国際大会アルガルヴェ・カップが開催されている。2008年にはアルガルヴェ・インターナショナル・サーキットがオープンし、スーパーバイク世界選手権などが同サーキットにて行われている。2020年は新型コロナウイルス感染症の流行による影響もあり、F1（2020年ポルトガルグランプリ）やロードレース世界選手権（MotoGP）なども同サーキットで開催される。

## 教育
- アルガルヴェ大学　-　ファロにある公立大学。海洋学、経済学、環境工学などの学科がある。

## 気候
夏の間は高温で、太陽を求めてくる人々を世界中から引き寄せている。カリフォルニア州より日照時間が長く、11月から3月の間の短期間にしか降雨がみられない。年間を通して最高気温は15℃から31℃の間であり、冬季でも0℃以下にならない。